# Bereberes en al-Ándalus
Los bereberes estuvieron presentes durante todo periodo andalusí de la península ibérica, desde la expedición inicial de Tariq y Muza hasta el fin del reino nazarí.
Su mayoría demográfica y las complejidades de su relación con la clase dirigente de al-Ándalus, mayoritariamente árabe, fueron un importante factor de la política andalusí. Asimismo, su importancia en las fronteras con los cristianos y su relación con los movimientos religiosos norteafricanos (almorávides, almohades...) fueron claves para la evolución de las fronteras en la península ibérica.
A lo largo de sus siglos de presencia dejaron una marca toponímica que todavía perdura: Albarracín, Adzaneta, Oseja, Fabara, Mequinenza, Monzalbarba, Titaguas...

## Historia

### Conquista musulmana
Desde la época romana y visigoda, los bereberes del Rif hacían expediciones de saqueo en Baetica. Gran parte del ejército que entró en Hispania e hizo desaparecer el reino visigodo de Toledo en 711 estaba formado casi exclusivamente por bereberes, especialmente del grupo al-Butr (hawwaras, lawatas, madyunas, malzuzas, miknasas, nafusas, nefzawas, satgaras...) y tenía como uno de sus líderes claves al bereber Táriq ibn Ziyad. La facilidad de la victoria animó a entrar en Al-Ándalus a bereberes de más lejos que el Rif, llegando a zonas de las actuales Libia y Mauritania. Asimismo también llegaron bereberes del grupo al-Barani (kutamas, malilas, masmudas, sanhajas, zanatas...) más urbanizados que los primeros.
Los árabes, que conformaban la nueva clase dirigente en el Magreb y al-Ándalus, se establecieron en las zonas agrícolas y ricas (Bajo Guadalquivir, valle del Ebro y el Jalón, Huerta Valenciana), dejando a los bereberes las zonas de meseta y montañas que se parecían a sus tierras originales de los montes Atlas y que eran más pobres. Así, se asentaron en la Meseta Norte, el Sistema Ibérico, la cordillera Penibética y Sierra Morena.
Los bereberes eran claves en la defensa de la frontera con los cristianos del norte y las guarniciones y asentamientos de estas primeras oleadas fueron uno de los principales puntos de contacto entre la cultura islámica y la población local. Los bereberes de Al-Ándalus superaban numéricamente a los árabes. Según algunos cálculos en las primeras décadas de la conquista musulmana los árabes (mayoritariamente yemenitas) eran 40.000-50.000 frente a 150.000 bereberes y una población de 5 millones de hispanorromanos y visigodos.
En los primeros tiempos de la conquista musulmana los cristianos diferenciaban entre bereberes, a quienes llamaban moros (del latino maurus, Mauritania), y los árabes, a quienes decían sarracenos o caldeos. No obstante la mayoría bereber hizo que con el tiempo el término moro se convirtiera en sinónimo de musulmán, aplicándose igualmente para muladís, árabes y bereberes, y para musulmanes de fuera de Al-Ándalus. Mientras, los árabes asimilaron con el tiempo lingüísticamente a los bereberes porque la lengua religiosa y urbana era el árabe, tendiendo a disminuir las diferencia entre los grupos.

### La revuelta bereber de 739-741
Aun así, esta asimilación no fue fácil ni carente de conflictos. El estatus privilegiado de los árabes en el mundo musulmán generó movimientos de reafirmación de otras culturas en el mundo islámico, conocidos como shu'ubiyya. El sucesor de Muza en el gobierno de Ifriqiya, Yazid ibn Abi Muslim fue más impopular entre los bereberes de ambos lados del estrecho y el sucesor de este, Ubayd Allah ibn al-Habhab, hubo de incrementar los impuestos cobrados a los bereberes.
Finalmente estalló en 739-743 una revuelta bereber masiva en África. Aunque el gobierno de Al-Ándalus cambió en 741 a Abd al-Malik ibn Katan al-Fihri, para tratar de calmar la situación la revuelta se extendió entre las guarniciones bereberes de al-Ándalus. Los árabes la reprimieron, controlando las zonas del Ebro y el Guadalquivir desde el principio y obteniendo victorias militares contra los bereberes en Medina Sidonia y Toledo.
Pese a la victoria militar árabe, los efectos a largo plazo de la revuelta fueron significativos. Al-Ándalus se convirtió en una provincia alejada y relativamente aislada del Califato de Damasco dado los problemas de control sobre el norte de África. Ello fue uno de los factores que facilitarían que se convirtiera en un emirato independiente durante la crisis que generó la sustitución de los Omeyas por los Abásidas en 748. El último Omeya, Abderramán I, era de madre bereber y contó con el apoyo de grupos bereberes como los zanata, sinhaya, nafza y los magila refugiándose en al-Ándalus y estableciendo un emirato independiente.
En la península ibérica, los conflictos entre árabes y bereberes complicaron el asentamiento de los segundos en zonas de frontera y con ello la islamización del territorio recientemente conquistado. La hipótesis de un desierto estratégico del Duero de Claudio Sánchez Albornoz, aunque actualmente desacreditada, apuntaba a un despoblamiento de las fronteras donde se acababan de asentar los bereberes. Los trabajos posteriores de Abilio Barbero de Aguilera y Marcelo Vigil apuntan más bien a una continuidad de la población preislámica local, que en cambio sufrió con la revuelta, la crisis abasí y la sequía de 750 un periodo turbulento que posibilitó su recuperación por Alfonso I de Asturias sin llegar haber sido islamizadas de forma duradera. En general todo parece indicar que muchos bereberes de la frontera norte volvieron al norte de África o fueron derrotados por los árabes, dejando el valle del Duero expuesto.
Finalmente, el conflicto se convertiría en un motor de la política andalusí en los tiempos siguientes. Al sur, el ejército de refuerzo enviado por el califato, con diez mil sirios, fue asentado sobre zonas bereberes en Niebla, Málaga, Jaén y otras localidades andaluzas debilitando la posición bereber en las cercanías de la capital cordobesa. Igualmente se asentaron egipcios en el Algarve y la región de Tudmir y según alguna fuente, mesopotamios en Cabra. Los grupos por origen étnico se convirtieron en facciones que complicarían el gobierno del independiente emirato de Córdoba en los siglos siguientes. Algunos autores han citado la asabiyyah o cultura de clanes como una importante dinámica política y social en los siglos VIII-XI.

### Los estados bereberes en al-Ándalus y los movimientos norteafricanos
Los bereberes siguieron siendo demográficamente mayoritarios entre los musulmanes de origen no converso y la cercanía al norte de África favoreció su crecimiento en la parte de la península que seguía en manos musulmanas. Siguieron siendo muy relevantes en la frontera del Tajo (Marca Media y Marca Inferior) y zonas de Andalucía. Fueron también una parte fundamental del ejército y del poder emiral (posteriormente convertido en califato). Protagonizaron rebeliones contra la autoridad central y muchas veces fueron autónomos o casi independientes en la práctica de Córdoba. Así, destacan las rebeliones como en el Campo de Calatrava y en las fronteras contra Abderramán III desde su ascenso al trono hasta la década de 930. Otro gran periodo de presencia política fue el periodo del líder militar Almanzor bajo su sucesor Alhakén II, donde el ejército y las fuerzas bereberes fueron uno de los factores desestabilizantes que terminaron desembocando una guerra y división civil.
Esta fitna de al-Ándalus (1009-1031), que supuso la fragmentación del territorio musulmán en taifas locales, permitió que muchos de esos grupos bereberes crearan estados propios. Así, en la Marca Media surgieron la taifa de Albarracín de los Banu Razín, la taifa de Alpuente de los Banu Qasim y la cora de Santaver de los Banu Di-l-Nun daría origen a la importante taifa de Toledo. En la Marca Inferior, la poderosa taifa de Badajoz fue fundada por un antiguo esclavo, pero bajo Abdal·lah ibn Al-Aftas ascendió al poder una dinastía bereber.
Más al sur, la mayoría de las pequeñas taifas andaluzas quedaron en manos bereberes. Así, había dinastías zanata en las taifas africanas del sur (Banu Ifran de Ronda, Banu Birzal de Carmona, Banu Dammar de Morón, Banu Jazrun de Arcos), sinhayíes en Granada y hammudíes (árabes, pero asentados entre bereberes desde hacía siglos) en Málaga. Los más poderosos fueron los abbadíes de Sevilla, que fueron reabsorbiendo a muchos de sus vecinos.
En la práctica, la mayoría del territorio musulmán quedó en manos bereberes con excepción solo de los grupos árabes Banu Hud, que controlaban el valle del Ebro, los tuyibíes, que controlaban el Jalón y sucedieron a los primeros, y los amiríes en el Levante (Valencia, Murcia, Almería, Baleares). La ciudad de Córdoba siguió también en manos árabes hasta que fue conquistada por Sevilla en 1070.
Las conquistas cristianas de Alfonso VI de León, que tomó Toledo, generó una reacción musulmana encabezada por movimientos reformistas norteafricanos desde la segunda mitad del siglo XI. La proporción de bereberes respecto a los árabes y muladíes creció con las subsiguientes invasiones almorávides (un grupo religioso sanhaya) y almohades (sus sucesores zenatas) desde 1080. Así se crearon rábidas (San Carlos de la Rápita, La Rápita, La Rábida, La Rábita, Arrábida) con asentamientos de morabitos a semejanza de las instituciones árabes del Magreb. También creció la interacción entre los bereberes de ambos lados del estrecho (ver por ejemplo, las últimas campañas de los Banu Ganiya baleares en las costas libias durante el siglo XII).
La unificación de las taifas al ser conquistadas por los imperios norteafricanos bereberes y la conquista de los últimos territorios árabes (Valencia por el Cid y los valles del Ebro y el Jalón por Alfonso I el Batallador) marcó otro hito hacia el fin de las diferencias entre árabes y bereberes. Los sucesivos reyes cristianos extendieron el dominio cristiano hacia el sur hasta generar un protectorado sobre los últimos territorios musulmanes en el sur de la península ibérica. Estos, ya fuertemente islamizados y con un gran contenido bereber mantuvieron durante los siglo XIII-XIV importantes relaciones con el Sultanato benimerín, sucesor de los almohades hasta el final del reino nazarí de Granada.

## Bereberes por zonas

### Sur y centro de la península
Se establecieron bereberes en el Algarve (Portugal), Niebla (Huelva), la serranía de Ronda (Málaga), y zonas montañosas del actual Cádiz y Sierra Nevada (Granada).
Entre los bereberes establecidos en el Sur eran numeroso los del grupo zanata, lo que podría apuntar a una mayor relación entre las ciudades de ambos lados del estrecho de Gibraltar. Así, eran zenatas los Banu Birzal de Écija, Carmona y Almodóvar del Río, los Banu Dammar de Morón y Arcos, los Banu Irniyan, Banu Ilyas, Banu Zarwal, Banu l-Jali. Había colonias de la tribu aureba por toda la provincia de Jaén y familias azdaya como los Banu Dulaym y los Banu Saquib en Morón. También había hawwaras como los Banu Yahwar de Marchena.
Más al norte había bereberes en los Pedroches (al norte de Córdoba), en Sierra Morena. Estos últimos eran probablemente los más numerosos y los más influenciados por el gobierno de Córdoba. Posiblemente fueron los que se arabizaron más pronto.

### Los bereberes en las Marcas
Los bereberes de las Marcas eran guardianes de las fronteras con los cristianos y protegían el interior del país ocupado por los musulmanes. Guardaban los castillos y comunicaciones del sistema defensivo de frontera de al-Ándalus. Gran parte de los bereberes de las marcas eran hawwara y madyuna, pero también había ausacha, malzuza, ulhasa (un subgrupo nafzwawa), sadina y mezmut.
Así, eran probablemente originarios de los grupos más nómadas que habían llegado en las primeras oleadas tras la conquista musulmana en 711. La revuelta de 741 supuso que su presencia en el valle del Duero fuera limitada (salvo excepciones locales) y la mayoría de ellos se terminaran asentando en los valles del Tajo y el Guadiana.

#### El valle del Duero: el siglo VIII
La temporal presencia musulmana en el valle del Duero fue mayormente bereber y pese a su breve duración muestra vestigios en la historia de localidades como Villalbarba o villa de los bereberes. Algunos apuntan a que la fundación de la localidad tuvo un carácter mixto, siendo una localidad rodeada de población hispanorromana y con un alto grado de matrimonios entre bereberes y mujeres locales. Otro asentamiento conocido es Añoza, que debe su nombre a los nafzawa o nafza.
Algunos autores apuntan también a una posible presencia bereber en Astorga, donde el nombre de la comarca (Maragatería), tradiciones locales y menciones de las crónicas hacen a algunos considerar que contingentes bereberes en la zona pudieron cristianizarse o ser capturados por el naciente reino de Asturias durante la revuelta bereber de 741. Diversos topónimos del entorno o la frecuencia de las advocaciones al norteafricano San Ciprián son indicios de una posible influencia bereber.
Es asimismo posible que fueran bereberes los propietarios de nombre islámico que dieron nombre a varias poblaciones referidas en los siglo IX a XI y que corresponden a los actuales Villacidaler, Castrobol, Villacete, Villalmán, Villalzán, Villátima, Villeza, Villacalabuey, Boadilla y San Cebrián de Mazote si bien no es descartable que fueran muladíes. Similar es el caso del topónimo Alcazarén, que denota una población musulmana. En general, la relativamente breve presencia islámica sumada a la similitud de estilos de vida ganaderos entre los bereberes y la población mozárabe y muladí local hace complicado distinguir entre unos y otros.
Donde sí constan vestigios más duraderos de población bereber es en el curso alto del Duero, que fue disputado hasta el siglo XII. El origen del topónimo Gómara es disputado y algunos sugieren que puede deberse a los ghomaras mientras otros le dan un origen visigodo. Calatañazor, Gormaz o Medinaceli (donde se asentaron masmudas bajo un líder de nombre Selim) fueron posiciones disputadas por las marcas musulmanas hasta su conquista final por Alfonso VI de León y Alfonso I el Batallador. Este último núcleo parece haber mantenido vínculos con los grupos bereberes del oriente de la Marca Superior.

#### Marca Media: valle medio del Tajo
Tras la estabilización de la frontera en el Tajo con la creación de las marcas de fronteras o tugur, los bereberes tuvieron un gran arraigo en estas. Los bereberes de las marcas se asentaron predominantemente en la Marca Inferior y la Marca Media, mientras que en la Marca Superior había una mayor presencia árabe (yemenita como los Banu Hud y los Banu Tuyib y qaisita) y muladí (Banu Qasi, Banu Sabrit, Banu Amrus...).
Así, había importantes asentamientos bereberes en las actuales provincias de Cuenca, Guadalajara y Toledo, que componían la Marca Media. Al sureste de la Marca Media en sí parte del territorio de las actuales provincias de Cuenca, Teruel, Guadalajara y norte de Toledo formó la Cora de Santavariya o Santaver (pronunciación árabe de Celtiberia). Sus gobernantes, los Banu Di-l-Nun hawaras tenían como base de poder Uclés, Huete, Cuenca, Huélamo, Valera, Alarcón e Iniesta, con población hawara, miknasa, madyuna y oseja.
Desde ese núcleo tomaron el poder de la taifa de Toledo en 1035 ante la desintegración de la autoridad central.

#### Marca Inferior: valle bajo del Tajo y el Guadiana
La Marca Inferior también contaba con una fuerte presencia bereber, siendo el destino final de tribus que no se habían sedentarizado antes de la revuelta de 741 y la conquista cristiana. Había población bereber en la zona del Guadiana, con masmudas y otras tribus en la actual orilla portuguesa y una fuerte presencia nafzawa en zonas como el entorno de Mojáfar (actual Villanueva de la Serena), además de asentamientos cerca de Mérida (Hisn um Djafar). La campiña circundante a esta última localidad fue asentamiento de muchas otras tribus con localidades como Azuagua (de la tribu zugawa) y miknasa con clanes como los Banu l-Aftas y Banu Maslama con un asentamiento mencionado en las crónicas de ubicación discutida por los historiadores. Medellín fue otro núcleo bereber en la zona.
Otros núcleos bereberes se encontraban en zonas más al norte hasta las cuencas del Tajo y Mongego con Talavera, Coria (cuya zona fue epicentro de revueltas bereberes) y Coímbra. Se trataba principalmente de clanes zanata y masmuda, con grupos minoritarios madyuna, miknasa, hawara, nafza (que daban nombre al castillo de Nepza en la Alta Extremadura) y gumara.
La ciudad de Mérida actuaba como capital regional y como centro urbano y tuvo en cambio una presencia más hispanorromana y árabe mientras que los bereberes tendían a llevar un estilo de vida más rural y nómada. Estas tribus fueron un grupo difícil de controlar por el poder central y algunos autores han citado la asabiyyah o cultura de clanes como una importante dinámica local.

#### Marca Superior: valle del Ebro
En el Jalón y el valle del Ebro, había clanes dispersos en la Marca Superior donde a pesar de la importante población árabe, muladí y cristiana se encontraban núcleos bereberes repartidos por la geografía y presencia minoritaria en las ciudades. Así, en Saraqusta, la capital de la marca, junto a una mayoría de población hispanorromana y una nueva clase dirigente árabe y muladí se documentan algunas familias bereberes muy arabizadas. Habitaban en las afueras de la ciudad con zanatas en Monzalbarba («Mezal Barber», significando parada de camino o lugar de encuentro de bereberes), y sinhaya (origen del microtopónimo Cinegia en Zaragoza) en el arrabal sur de la ciudad. Aunque no se han identificado las ubicaciones, las crónicas registran un grupo de Banu Malila de origen hawwara y un asentamiento zenata de ubicación debatida (hisn zenata) en las cercanías de la ciudad.
Fuera de la capital regional, había núcleos bereberes especialmente en la zona montañosa occidental alrededor del núcleo árabe de Calatayud. Aunque los Banu Tuyib yemenitas dominaban los espacios urbanos (Daroca y Calatayud), había bereberes en las zonas más rurales que formaban un continuo hasta los bastiones del Alto Duero. Así había ausaya en Oseja y quizás en Ausejo de la Sierra, sadina en Cetina y yarawa en Jaraba. Fueron especialmente relevantes los Banu Mada en Villarroya de la Sierra, Ateca, Pozuel de Ariza y Deza. En la misma zona también se puede mencionar la localidad de Moros en la actual provincia de Zaragoza. Los Banu timlit, un clan masmuda, se extendían también por esa zona.
En la zona norte de la marca, la presencia de poderosos grupos mozárabes y muladíes como los Banu Qasi en Tudela, Tarazona y Borja; los Banu Sabrit, Banu Salama y Banu Amrus en Huesca y los Banu Jalaf en Barbitania, así como el avance de los cristianos desde el Pirineo supusieron que el asentamiento bereber en esas coras fuera minoritario. Se registra únicamente la presencia un clan en la Tarazona islámica (Banu Faray, que a veces ha sido mencionado también como posible etimología para Guadalajara o relacionada con Medinaceli) y una mención a un hisn barbar de localización incierta en la frontera entre Pamplona y Huesca.
Finalmente, hay que mencionar el asentamiento de los micnasa en Mequinenza. Es en esta zona en el este del valle del Ebro donde se produjo un último momento de presencia bereber en el siglo XI-XII durante el periodo almorávide entre la caída de los árabes Banu Hud y la conquista cristiana final de Alfonso I el Batallador y Ramón Berenguer IV. Fueron probablemente sinhayas los asentados en las nuevas fortificaciones en la zona oriental (Velilla de Cinca, Alcolea de Cinca y otros castillos en la zona de Fraga).

### Los bereberes en Este de la Península
Los bereberes levantinos se extendían por comarcas de las actuales Murcia, Alicante, Valencia, Castellón, Cuenca y Teruel. Tenían presencia en curso medio del Jiloca y los valles del Guadalaviar, Cabriel, Mijares y Alfambra.

#### Maestrazgo y sur del sistema ibérico
Al este de Cuenca, Teruel y Zaragoza había una transición entre la Marca Media, la Marca Superior y el núcleo levantino. Ya fuera de los núcleos árabes cerca de los ríos Jalón, Jiloca y Ebro, las zonas de montaña que separaban la Marca Superior de Xarq al-Ándalus volvían a ser zona de asentamiento bereber, muchas veces hasta llegar a contactar con los núcleos bereberes en Santaver o en la costa
Destacan entre ellos los Banu Razín de que darían nombre a Albarracín y cuyo territorio cubría el curso alto del Jiloca hasta Sahla. Estos eran hawwara, de gran presencia en el Levante. La misma tribu dio también nombre a Fabara al este en el Matarraña.
Contiguos a ellos, en Teruel y Villel eran emires los Banu Amira y los Banu Gazlun, que pertenecían a la tribu ulhasa, rama de los nafzawa. Los nafzawa dieron asimismo nombre al actual despoblado de Nepza en el norte de la misma zona.
La presencia en la zona de otros grupos es más disputada. Varias teorías trazan topónimos como Azuara a los zugawa (un subgrupo zenata) y Lagata y Letux a los laguatan o luwata. Pese a ello, la ausencia de vocales en la escritura árabe genera diversas alternativas posibles a la hora de identificar textos y no hay consenso en la etimología. En la misma zona, las crónicas documentan un hisn poblado por bereberes llamado Warsa que tradicionalmente se ha identificado con Huesa del Común.
Al este, además de la ya mencionada Fabara es posible que las Rocas de Masmut, en Peñarroya de Tastavins deban su nombre a los masmudas. La vecina Adzaneta en el Maestrazgo era de origen zenata, siendo una de las posiciones de este grupo más en el interior pues eran más numerosos en la costa.
Más al sur, se encontraban presentes en Alpuente los Banu Dasim del grupo kutama. Junto a Alpuente, se encuentra la localidad de Titaguas cuyo nombre significa fuentes en amazig y muestra la presencia bereber. La cercana taifa de Molina también tuvo gobernantes bereberes.

#### Levante
En la costa había asentamientos bereberes tan al norte como Gelida (de los Banu Gellidasen), Mediona (de los madyunas) o Torrelavit (por Lavit en el actual Marruecos) en el Panadés. Más al sur, los núcleos bereberes de Mequinenza y alrededores habían estado vinculados históricamente a la Marca Superior pero bajo los almorávides la caída de Zaragoza en manos cristianas supuso un cambio de vínculos más hacia el Este.
Un poco más al sur, del Maestrazgo a la costa castellonense se documentan grupos zugawa (Azuébar) y sanhayas (en Soneja) además de los ya mencionados zanatas en Adzaneta del Maestrazgo.
En la zona costera valenciana eran especialmente numerosos los bereberes de origen hawwara, a los que Ya'qubi hace numerosos en la ribera del río Júcar y de donde provienen los topónimos Favara y Favareta. Otros grupos presentes en la zona incluyen a los madyuna y se debe mencionar asimismo las alquerías de Venta del Moro y Malilla (de Melilla) en la zona.
Al sur de la ciudad de Valencia, se documentan grupos nafza en Játiva y hay una importante agrupación de topónimos bereberes en la zona de las actuales Safor y Marina Alta. Ahí constan hawawaras (Favara de Pego), sanhayas (en Senija), zenatas (Adzaneta de Albaida) y aurabas (Orba y Oliva).
Todavía más al sur, en Alicante constan los Banu l-Jarrubi.

#### Baleares
En las Baleares se cree que hubo clanes y familias ghomaras, matgaras, hawwaras, masmudas, zanatas, sadinas, malilas, nafzawas, taskuras y masufas.
En Palma de Mallorca consta un grupo de ghomaras, que se asentó en lo que se ha llamado almudaina de Gumara o torres de Gumara. La misma tribu se asentó en Galilea mientras que en Benibazari hubo zenatas.
La temporal conquista de las islas por el conde de Barcelona Ramón Berenguer III terminó suponiendo un refuerzo de los vínculos bereberes en Baleares al liderar los almorávides la reconquista del archipiélago. El nuevo gobernador, Muhammad ibn Ali ibn Ganiya, era pariente de la familia real almorávide. Los Banu Ganiya, terminaron convirtiéndose en el último foco almorávide al ser estos depuestos por los almohades en al-Ándalus y el Magreb y lanzaron desde Baleares campañas contra la costa norteafricana.